# Bretaňská vlajka

Bretaňská vlajka
Poměr stran: 2:3

Bretaňská vlajka je symbolem francouzského regionu Bretaň a etnickou vlajkou národa Bretonců. Používá se také v Nantes, které patřilo k Bretani do roku 1941. Je známá rovněž pod neoficiálním označením Gwenn-ha-Du, což bretonsky znamená Bílá a černá.

## Historie
Původní prapor Bretaně byl bílý s černým křížem (Kroaz Du), pro své spojení s katolickou církví upadl po revoluci do zapomnění. Současnou podobu vlajky navrhl v roce 1923 student architektury a bretonský aktivista Morvan Marchal (1900-1963). Inspiroval se vlajkou USA a řeckou vlajkou jako symboly zemí označovaných za kolébky demokracie. Gwenn-ha-Du má devět vodorovných pruhů zastupujících devět původních bretaňských diecézí: čtyři bílé za regiony hovořící bretonsky a pět černých za ty, kde převažuje jazyk gallo. V levém horním rohu se nachází kanton v podobě hermelínu převzatého ze znaku středověkých vévodů: lasice hranostaj je bretaňským národním zvířetem na základě legendy, že ve středověku vnukl místnímu vévodovi odvahu k boji proti Vikingům pohled na hranostaje, který se nezalekl mnohem větší lišky. Podoba hermelínového obdélníku není ustálená, nejčastěji se objevuje jedenáct černých znaků (ve třech řadách nad sebou 4-3-4), údajně podle počtu písmen v hesle Breizh dieub (Svobodná Bretaň). Také tvar skvrn se na různých verzích vlajky liší. Poměr stran je 2:3.
Marchalova vlajka byla poprvé představena roku 1925 na Mezinárodní výstavě moderní uměleckoprůmyslové výroby v Paříži. Jako svůj symbol ji přijala autonomistická strana Parti national breton, kvůli její kolaboraci s nacistickými okupanty se černobílá vlajka stala po druhé světové válce ve Francii nežádoucí. Teprve v šedesátých letech byla vzata na milost a je dovoleno ji vyvěšovat na veřejných budovách nebo na plavidlech pod podmínkou, že bude zároveň přítomna francouzská vlajka. V červnu 1997 byla oficiálně přijata jako vlajka regionu Bretaň.

## Vliv na jiné symboly
Podobný vzhled jako tato vlajka má znak města Rennes (hermelínové pole a svislé černobílé pruhy), hermelín se objevuje také na neoficiální vlajce Saint Pierru a Miquelonu (francouzského zámořského společenství) jako připomínka bretonského původu prvních osadníků. Design vlajky je požit i ve znaku fotbalového klubu FC Lorient.